# 拉巴池
拉巴池（Lhagba Pool或Lhakpa Pool）是一个被认为存在的高海拔湖泊，位于中华人民共和国西藏自治区，东绒布冰川和拉巴拉山坳之间，距珠穆朗玛峰以北约5公里，以东约3公里，宽度和长度分别为50m和180m，但对包括卫星照片在内的证据的检查得出的结论是它已经干涸。它被认为是西藏最高的湖泊和世界第二高的湖泊，仅次于奥霍斯-德尔萨拉多山的火山口湖。池应该位于海拔6,368（20,892英尺）处。 
然而，它究竟是一个湖泊，还是只是冰川的融水池，还是很值得怀疑的。“发现”是根据1999年的珠穆朗玛峰国家地理地图。同样，它的名字可能只是由于相邻的地名，拉巴拉山坳和高峰。

珠穆朗玛峰一带的地理情况草图

卡达地区周边生态环境草图